# Península de Llŷn

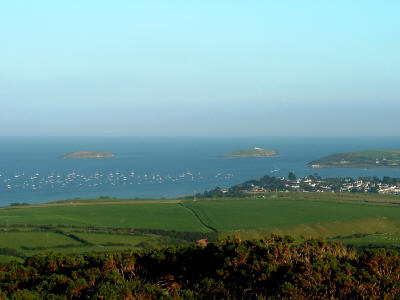
Illes de Sant Tudwal des de Mynytho

La península de Llŷn (Penrhyn Llŷn en gal·lès; en anglès, algunes vegades el nom és transcrit Lleyn, incorrectament) s'estén per una cinquantena de quilòmetres en el mar d'Irlanda des del nord-oest de Gal·les, al sud d'Ynys Môn. Administrativament, s'integra en el comtat (i regió històrica) de Gwynedd. Se suposa que el nom Llŷn és d'origen irlandes: Laighin en irlandès modern.
Històricament, la península era el lloc de pas dels pelegrins que anaven a Ynys Enlli, i la seva ruta està marcada per un seguit de petites esglésies i capelles. La isolació de la regió ha ajudat a conservar-hi la parla i la cultura gal·lesa; tanmanteix, aquesta situació d'apartament de la vida urbana ha donat a Llŷn una àura de virginitat que contradictòriament n'ha fet una destinació popular tant per a turistes com a per a l'adquisició de segones residències i cases de vacances. Aquesta segona opció, però, ha causat tensions a la zona, perquè n'ha encarit les propietats i n'ha apartat els residents de tota la vida; en els anys 70, 80 i 90 el grup terrorista Meibion Glyndŵr va calar foc a diversos xalets.
Una enquesta escolar de l'any 2003 mostrà que més del 94% dels nens i xicots entre tres i quinze anys parlaven gal·lès, cosa que feia de Llŷn una de les regions més gal·loparlants del País. Hi ha hagut veus que s'han queixat perquè la influència dels angloparlants podia acabar repercutint en la bona salut del gal·lès.
Geogràficament, Llŷn és famosa pel seu paisatge, protegit en diverses zones: Zona de Costa Protegida Nacional, una Reserva Natural a Cors Geirch i una Zona Europea de Conservació Marina, així com una vintena de Llocs d'Interès Científic. Gran part de la costa i dels turons d'origen volcànic formen part de l'AOHNE (Ardal o Harddwch Naturiol Eithriadol, Àrea de Bellesa Natural Destacada), i fan de la península una de les zones de Gal·les, i de Gran Bretanya, de més interès científic.
El 19 de juliol del 1984, un terratrèmol amb epicentre a la península mesurà 5,4 en l'escala de Richter.
El Centre de Recerca en llengua i cultura gal·lesa és a Nant Gwrtheyrn, a la costa nord.

## Poblacions de la península
- Aberdaron
- Abererch
- Abersoch
- Boduan
- Botwnnog
- Bryncroes
- Brynmawr
- Clynnog Fawr
- Cricieth
- Dinas
- Edern
- Efailnewydd
- Garnfadryn
- Llanaelhaearn
- Llanbedrog
- Llanengan
- Llangian
- Llangwnnadl
- Llaniestyn
- Llannor
- Llithfaen
- Llwyndyrys
- Morfa Nefyn
- Mynytho
- Nefyn
- Pentreuchaf
- Pistyll
- Porthdinllaen
- Pwllheli, considerada la capital no oficial de l'àrea
- Rhiw
- Rhoshirwaun
- Rhydyclafdy
- Sarn
- Trefor
- Tudweiliog
- Y Ffôr

Elevacions importants:
- Yr Eifl
- Gyrn Ddu
- Carn Fadryn
- Mynydd Rhiw
- Garn Boduan

Davant de la península hi ha diverses illes:
- Enlli
- L'arxipèlag de Sant Tudwal